# Jean-François Kierzkowski
Pour les articles homonymes, voir Kierzkowski.
 (octobre 2018).
Si vous disposez d'ouvrages ou d'articles de référence ou si vous connaissez des sites web de qualité traitant du thème abordé ici, merci de compléter l'article en donnant les références utiles à sa vérifiabilité et en les liant à la section « Notes et références ».
Jean-François Kierzkowski est un romancier et scénariste français de bandes dessinées né le 20 février 1975 à Saint-Nazaire. 

## Biographie
En 2005, Jean-François Kierzkowski publie la série de bandes dessinées Escales en collaboration avec le dessinateur Mathieu Ephrem et obtient l’année suivante le prix du scénario au festival de Darnétal.
En 2011, il publie En route pour le Goncourt qui lui vaut une nomination au Festival international de la bande dessinée d’Angoulême. En 2013, ce même ouvrage fait l’objet d’un mémoire universitaire en traduction à l’université de Malaga et obtient par ailleurs le prix Fiction du Conseil général de la Loire-Atlantique.
À partir de 2012, Jean-François Kierzkowski rejoint l’équipe du magazine So Film en tant que rédacteur pour la chronique Les classeurs du cinéma publiée en France et en Espagne. Cette collaboration dure jusqu'en 2014.
D'autre part, à partir de 2014, il tient une chronique pour le magazine Décapage (Flammarion) intitulée Postures (et impostures) de l’homme de lettres.
En parallèle à son activité d’auteur, il est membre fondateur du collectif d’auteurs des Éditions Pirate(s).
Jean-François Kierzkowski est également enseignant en mathématiques.
Il vit actuellement[Quand ?] dans la région nantaise.

## Ouvrages

### Romans
- 2005 : Grande Faim - Éditions Les Perséides
- 2007 : Vingt et Un - Éditions Les Perséides
- 2010 : Le Bibliomane - Éditions Les Perséides
- 2019 : Après le mur - Éditions Anne Carrière
- 2022 : Deux fois dans le même fleuve - Éditions Goater
- 2023 : Portrait de l'écrivain en chasseur de sanglier - Éditions Mialet Barrault

### Romans jeunesse
- 2009 : Institut Klementine - Éditions Mangeclous (épuisé) réédition en 2012 aux Éditions Les Perséides
- 2012 : Opération Groubachek - Éditions Les Perséides
- 2014 : Bouba Blitz - Éditions Les Perséides

### Bandes dessinées
- 2005 : Escales - Blackburg, 1904 - Éditions Paquet
- 2006 : Escales - Hong kong, 1926 - Éditions Paquet
- 2008 : Escales - New York, 1955 - Éditions Paquet
- 2011 : En route pour le Goncourt - Cornélius (éditeur)
- 2015 : La Suite de Skolem - Tome 1 : Apparitions - Éditions Pirate(s)
- 2015 : Ex nihilo (bande dessinée) - Éditions Pirate(s)
- 2016 : La Suite de Skolem - Tome 2 : Disparitions - Éditions Pirate(s)

### Ouvrages collectifs
- 2006 : Les Difficultés d'une collaboration étroite... (dessin : Mathieu Ephrem) – 10 ans des Éditions Paquet un strip scénarisé de bande dessinée.
- 2010 : Le saviez-vous ? – 10 ans du Prix départemental de Loire-Atlantique - Éditions CAUE44
- 2013 : Discours de remise de prix publié dans le recueil Couleur - Académie littéraire de Bretagne et des Pays de la Loire

### Presse
- 2006 : Yvette Hornorm (dessin : Bruno Bazile) – Spirou Hebdo numéro 3554 (24 mai 2006), 4 planches scénarisées de bande dessinée.
- 2009 : Le Petit Futé de Nantes - Éditions Le Petit Futé.
- Entre juin 2012 et décembre 2014 : Les Classeurs du Cinéma (dessin : Mathieu Ephrem) – So Film : une planche scénarisée de bande dessinée tous les mois
- À partir de mai 2014 : Postures (et impostures) de l'homme de lettres – revue Décapage : chronique trimestrielle illustrée par Marek

## Prix
- 2006 : prix du scénario au festival Normandibulle de Darnétal (Seine-Maritime) pour Escales - Hong kong, 1926
- 2012 : prix Fiction du Conseil général de la Loire-Atlantique pour En route pour le Goncourt
- 2017 : prix Lire à Limoges pour La suite de Skolem
- 2019 : prix Tangente pour La suite de Skolem

## Nominations
- 2012 : Angoulême (Festival international de Bande dessinées) pour En route pour le Goncourt
- 2016 : Les Utopiales (Festival de science-fiction) pour Ex nihilo